# شكشينسي بارك
ملعب شكشينسي بارك  (بالإنجليزية: Chukchansi Park)‏ هو ملعب كرة قاعدة في ولاية كاليفورنيا الأمريكية ويتسع هذا الملعب لحوالي 10.500 متفرج، يستعمل الملعب لفعاليات ولرياضات أخرى.